# FAカップ2021-2022
FAカップ2021-2022は、2021年8月6日から2022年5月14日の期間に開催された、通算141回目のFAカップである。

## 日程
| 試合     | 組み合わせ抽選会 | 開催日                | 備考                                               |
| -------- | ---------------- | --------------------- | -------------------------------------------------- |
| 予選     |                  | 2021年8月6日-10月26日 | 5部～10部参加                                      |
| 1回戦    | 2021年10月17日   | 2021年11月5日-8日     | リーグ1 (3部)、リーグ2 (4部)、予選勝者参加         |
| 2回戦    | 2021年11月8日    | 2021年12月3日-6日     |                                                    |
| 3回戦    | 2021年12月6日    | 2022年1月7日-10日     | プレミアリーグ (1部)、チャンピオンシップ (2部)参加 |
| 4回戦    | 2022年1月9日     | 2022年2月4日-6日      |                                                    |
| 5回戦    | 2022年2月6日     | 2022年3月1日-7日      |                                                    |
| 準々決勝 | 2022年3月3日     | 2022年3月19日-20日    |                                                    |
| 準決勝   | 2022年3月20日    | 2022年4月16日-17日    |                                                    |
| 決勝     | 2022年3月20日    | 2022年5月14日         |                                                    |

## 予選
イングランドの5部～10部の各ディビジョンに所属するクラブが参加。予備予選1回戦、同2回戦、予選1回戦、予選2回戦、予選3回戦、予選4回戦の計6回戦制で、最終の予選4回戦に勝利した32クラブが本戦に参加する権利を得る。
| 5部 16クラブ | 6部 7クラブ | 7部以下 9クラブ |
| - アルトリンチャム - ボレアム・ウッド - ブロムリー - チェスターフィールド - ダゲナム&レッドブリッジ - イーストリー - グリムズビー・タウン - ハリファクス・タウン - キングズ・リン・タウン - メイデンヘッド・ユナイテッド - ノッツ・カウンティ - ソーリハル・ムーアズ - サウスエンド・ユナイテッド - ストックポート・カウンティ - レクサム - ヨーヴィル・タウン | - エブスフリート・ユナイテッド - ゲーツヘッド - ギーズリー - ハヴァント&ウォータールーヴィル - キダーミンスター・ハリアーズ - セント・オールバンズ・シティ - ヨーク・シティ | 7部 - バンベリー・ユナイテッド - バクストン - バウアーズ&ピットシー - ハーロウ・ボロ - ヘイズ&イェディング・ユナイテッド - ホーシャム - ストラトフォード・タウン - イェート・タウン 8部 - AFCサドベリー 9部 10部 - 予選勝ち上がりクラブなし |

## 1回戦
組み合わせ抽選会は、2021年10月26日に行われた。このラウンドからは、リーグ1 (3部)の24クラブ、リーグ2 (4部)の24クラブと、予選を勝ち上がった32クラブが参加する。なお、勝ち残っているクラブで最も低いディビジョンのクラブは、8部に所属するAFCサドベリー (イスミアンリーグ・ディヴィジョン1・ノース)である。
| プレミアリーグ (1部) | チャンピオンシップ (2部) | リーグ1 (3部) | リーグ2 (4部) | 予選 (5部以下) | 合計      |
| -------------------- | ------------------------ | ------------- | ------------- | -------------- | --------- |
| 20 / 20              | 24 / 24                  | 24 / 24       | 24 / 24       | 32 / 32        | 124 / 124 |

| チーム #1                             | スコア         | チーム #2                            | レポート |
| ------------------------------------- | -------------- | ------------------------------------ | -------- |
| 2021年11月5日                         |                |                                      |          |
| AFCサドベリー (8)                     | 0 - 4          | コルチェスター・ユナイテッド (4)     | レポート |
| 2021年11月6日                         |                |                                      |          |
| スカンソープ・ユナイテッド (4)        | 0 - 1          | ドンカスター・ローヴァーズ (3)       | レポート |
| ジリンガム (3)                        | 1 - 1 (再試合) | チェルトナム・タウン (3)             | レポート |
| ブラッドフォード・シティ (4)          | 1 - 1 (再試合) | エクセター・シティ (4)               | レポート |
| サンダーランド (3)                    | 0 - 1          | マンスフィールド・タウン (4)         | レポート |
| ヘイズ&イェディング・ユナイテッド (7) | 0 - 1          | サットン・ユナイテッド (4)           | レポート |
| カーライル・ユナイテッド (4)          | 2 - 0          | ホーシャム (7)                       | レポート |
| イェート・タウン (7)                  | 0 - 5          | ヨーヴィル・タウン (5)               | レポート |
| ロザラム・ユナイテッド (3)            | 3 - 0          | ブロムリー (5)                       | レポート |
| ポーツマス (3)                        | 1 - 0          | ハーロウ・ボロ (7)                   | レポート |
| モアカム (3)                          | 1 - 0          | ニューポート・カウンティ (4)         | レポート |
| フリートウッド・タウン (3)            | 1 - 2          | バートン・アルビオン (3)             | レポート |
| ノーサンプトン・タウン (4)            | 2 - 2 (再試合) | ケンブリッジ・ユナイテッド (3)       | レポート |
| ハリファクス・タウン (5)              | 7 - 4          | メイデンヘッド・ユナイテッド (5)     | レポート |
| チェスターフィールド (5)              | 3 - 1          | サウスエンド・ユナイテッド (5)       | レポート |
| キダーミンスター・ハリアーズ (6)      | 1 - 0          | グリムズビー・タウン (5)             | レポート |
| ウィガン・アスレティック (3)          | 0 - 0 (再試合) | ソーリハル・ムーアズ (5)             | レポート |
| ボレアム・ウッド (5)                  | 2 - 0          | イーストリー (5)                     | レポート |
| ヨーク・シティ (6)                    | 0 - 1          | バクストン (7)                       | レポート |
| イプスウィッチ・タウン (3)            | 1 - 1 (再試合) | オールダム・アスレティック (4)       | レポート |
| AFCウィンブルドン (3)                 | 1 - 0          | ギーズリー (6)                       | レポート |
| ハローゲート・タウン (4)              | 2 - 1          | レクサム (5)                         | レポート |
| ハートリプール・ユナイテッド (4)      | 2 - 2 (再試合) | ウィコム・ワンダラーズ (3)           | レポート |
| キングズ・リン・タウン (5)            | 0 - 1          | ウォルソール (4)                     | レポート |
| クルー・アレクサンドラ (3)            | 0 - 3          | スウィンドン・タウン (4)             | レポート |
| チャールトン・アスレティック (3)      | 4 - 0          | ハヴァント&ウォータールーヴィル (6)  | レポート |
| クローリー・タウン (4)                | 0 - 1          | トレンメア・ローヴァーズ (4)         | レポート |
| レイトン・オリエント (4)              | 1 - 0          | エブスフリート・ユナイテッド (6)     | レポート |
| ミルトン・キーンズ・ドンズ (3)        | 2 - 2 (再試合) | スティヴネイジ (4)                   | レポート |
| リンカーン・シティ (3)                | 1 - 0          | バウアーズ&ピットシー (7)            | レポート |
| ポート・ヴェイル (4)                  | 5 - 1          | アクリントン・スタンリー (4)         | レポート |
| ゲーツヘッド (6)                      | 2 - 2 (再試合) | アルトリンチャム (5)                 | レポート |
| バンベリー・ユナイテッド (7)          | 0 - 4          | バロー (4)                           | レポート |
| 2021年11月7日                         |                |                                      |          |
| シェフィールド・ウェンズデイ (3)      | 0 - 0 (再試合) | プリマス・アーガイル (3)             | レポート |
| オックスフォード・ユナイテッド (3)    | 2 - 2 (再試合) | ブリストル・ローヴァーズ (4)         | レポート |
| ストラトフォード・タウン (7)          | 1 - 5          | シュルーズベリー・タウン (3)         | レポート |
| ロッチデール (4)                      | 1 - 1 (再試合) | ノッツ・カウンティ (5)               | レポート |
| ボルトン・ワンダラーズ (3)            | 2 - 2 (再試合) | ストックポート・カウンティ (5)       | レポート |
| セント・オールバンズ・シティ (6)      | 3 - 2          | フォレストグリーン・ローヴァーズ (4) | レポート |
| 2021年11月8日                         |                |                                      |          |
| ダゲナム&レッドブリッジ (5)           | 0 - 1          | サルフォード・シティ (4)             | レポート |

### 再試合
| チーム #1                      | スコア       | チーム #2                          | レポート |
| ------------------------------ | ------------ | ---------------------------------- | -------- |
| 2021年11月16日                 |              |                                    |          |
| ブリストル・ローヴァーズ (4)   | 4 - 3 (延長) | オックスフォード・ユナイテッド (3) | レポート |
| スティヴネイジ (4)             | 2 - 1 (延長) | ミルトン・キーンズ・ドンズ (3)     | レポート |
| プリマス・アーガイル (3)       | 3 - 0        | シェフィールド・ウェンズデイ (3)   | レポート |
| チェルトナム・タウン (3)       | 1 - 0        | ジリンガム (3)                     | レポート |
| ケンブリッジ・ユナイテッド (3) | 3 - 1        | ノーサンプトン・タウン (4)         | レポート |
| ノッツ・カウンティ (5)         | 1 - 2        | ロッチデール (4)                   | レポート |
| ソーリハル・ムーアズ (5)       | 1 - 2 (延長) | ウィガン・アスレティック (3)       | レポート |
| オールダム・アスレティック (4) | 1 - 2        | イプスウィッチ・タウン (3)         | レポート |
| ウィコム・ワンダラーズ (3)     | 0 - 1        | ハートリプール・ユナイテッド (4)   | レポート |
| アルトリンチャム (5)           | 2 - 3        | ゲーツヘッド (6)                   | レポート |
| 2021年11月17日                 |              |                                    |          |
| ストックポート・カウンティ (5) | 5 - 3 (延長) | ボルトン・ワンダラーズ (3)         | レポート |
| 2021年11月30日                 |              |                                    |          |
| エクセター・シティ (4)         | 2 - 1        | ブラッドフォード・シティ (4)       | レポート |

## 2回戦
組み合わせ抽選会は、2021年11月8日に行われた。なお、勝ち残っているクラブで最も低いディビジョンのクラブは、7部に所属するバクストン (ノーザンプレミアリーグ・プレミアディヴィジョン)である。
| プレミアリーグ (1部) | チャンピオンシップ (2部) | リーグ1 (3部) | リーグ2 (4部) | 予選 (5部以下) | 合計     |
| -------------------- | ------------------------ | ------------- | ------------- | -------------- | -------- |
| 20 / 20              | 24 / 24                  | 14 / 24       | 17 / 24       | 9 / 32         | 84 / 124 |

| チーム #1                        | スコア         | チーム #2                        | レポート |
| -------------------------------- | -------------- | -------------------------------- | -------- |
| 2021年12月3日                    |                |                                  |          |
| ロザラム・ユナイテッド (3)       | 1 - 0          | ストックポート・カウンティ (5)   | レポート |
| ゲーツヘッド (6)                 | 0 - 2          | チャールトン・アスレティック (3) | レポート |
| 2021年12月4日                    |                |                                  |          |
| バクストン (7)                   | 0 - 1          | モアカム (3)                     | レポート |
| ブリストル・ローヴァーズ (4)     | 2 - 1          | サットン・ユナイテッド (4)       | レポート |
| バートン・アルビオン (3)         | 1 - 2          | ポート・ヴェイル (4)             | レポート |
| リンカーン・シティ (3)           | 0 - 1          | ハートリプール・ユナイテッド (4) | レポート |
| AFCウィンブルドン (3)            | 4 - 3          | チェルトナム・タウン (3)         | レポート |
| レイトン・オリエント (4)         | 4 - 0          | トレンメア・ローヴァーズ (4)     | レポート |
| ケンブリッジ・ユナイテッド (3)   | 2 - 1          | エクセター・シティ (4)           | レポート |
| ドンカスター・ローヴァーズ (3)   | 2 - 3          | マンスフィールド・タウン (4)     | レポート |
| ウォルソール (4)                 | 1 - 2          | スウィンドン・タウン (4)         | レポート |
| カーライル・ユナイテッド (4)     | 1 - 2          | シュルーズベリー・タウン (3)     | レポート |
| イプスウィッチ・タウン (3)       | 0 - 0 (再試合) | バロー (4)                       | レポート |
| ポーツマス (3)                   | 1 - 2          | ハローゲート・タウン (4)         | レポート |
| ヨーヴィル・タウン (5)           | 1 - 0          | スティヴネイジ (4)               | レポート |
| 2021年12月5日                    |                |                                  |          |
| ロッチデール (4)                 | 1 - 2          | プリマス・アーガイル (3)         | レポート |
| コルチェスター・ユナイテッド (4) | 1 - 2          | ウィガン・アスレティック (3)     | レポート |
| キダーミンスター・ハリアーズ (6) | 2 - 0          | ハリファクス・タウン (5)         | レポート |
| サルフォード・シティ (4)         | 0 - 2          | チェスターフィールド (5)         | レポート |
| 2021年12月6日                    |                |                                  |          |
| ボレアム・ウッド (5)             | 4 - 0          | セント・オールバンズ・シティ (6) | レポート |

### 再試合
| チーム #1      | スコア | チーム #2                  | レポート |
| -------------- | ------ | -------------------------- | -------- |
| 2021年12月14日 |        |                            |          |
| バロー (4)     | 2 - 0  | イプスウィッチ・タウン (3) | レポート |

## 3回戦
組み合わせ抽選会は、2021年12月6日に行われた。このラウンドから、プレミアリーグ (1部)の20クラブ、チャンピオンシップ (2部)の24クラブが参加する。なお、勝ち残っているクラブで最も低いディビジョンのクラブは、6部に所属するキダーミンスター・ハリアーズ (ナショナルリーグ・ノース)である。また、新型コロナウイルス感染症の再拡大に伴い、今シーズンの3回戦と4回戦の再試合が廃止される。
| プレミアリーグ (1部) | チャンピオンシップ (2部) | リーグ1 (3部) | リーグ2 (4部) | 予選 (5部以下) | 合計     |
| -------------------- | ------------------------ | ------------- | ------------- | -------------- | -------- |
| 20 / 20              | 24 / 24                  | 8 / 24        | 8 / 24        | 4 / 32         | 64 / 124 |

| 2022年1月7日 | スウィンドン・タウン (4) | 1 - 4    | マンチェスター・シティ (1)                                      | スウィンドン                                                               |  |
| 20:00        | マッカーディ 78分        | レポート | シウバ 14分 · ジェズス 28分 · ギュンドアン 59分 · パーマー 82分 | 競技場: カウンティ・グラウンド 観客数: 14,753人 主審: ダレン・イングランド |  |

| 2022年1月8日 | マンスフィールド・タウン (4)  | 2 - 3    | ミドルズブラ (2)                                                  | マンスフィールド                                                          |  |
| 12:15        | ホーキンス 67分 · オーツ 85分 | レポート | イクペアズ 4分 · ボイド＝マンス 14分 · ヒューイット 90+5分 (o.g.) | 競技場: ワン・コール・スタジアム 観客数: 7,297人 主審: キース・ストラウド |  |

| 2022年1月8日 | コヴェントリー・シティ (2) | 1 - 0    | ダービー・カウンティ (2) | コヴェントリー                                                      |  |
| 12:30        | ハイアム 42分              | レポート |                          | 競技場: リコー・アリーナ 観客数: 8,896人 主審: アンディー・マドリー |  |

| 2022年1月8日 | バーンリー (1)  | 1 - 2    | ハダースフィールド・タウン (2) | バーンリー                                                      |  |
| 12:30        | ロドリゲス 28分 | レポート | コロマ 74分 · ピアソン 86分    | 競技場: ターフ・ムーア 観客数: 7,654人 主審: アンドレ・マリナー |  |

| 2022年1月8日 | ハートリプール・ユナイテッド (4) | 2 - 1    | ブラックプール (2) | ハートリプール                                                        |  |
| 12:30        | ファーガソン 48分 · グレイ 61分  | レポート | アンダーソン 8分   | 競技場: ヴィクトリア・パーク 観客数: 4,942人 主審: マット・ドノヒュー |  |

| 2022年1月8日 | ブリストル・シティ (2) | 0 - 1 (延長) | フラム (2)       | ブリストル                                                                    |  |
| 12:30        |                        | レポート     | ウィルソン 105分 | 競技場: アシュトン・ゲート・スタジアム 観客数: 7,304人 主審: ジョナサン・モス |  |

| 2022年1月8日 | ミルウォール (2) | 1 - 2    | クリスタル・パレス (1)      | ミルウォール, ロンドン                                       |  |
| 12:45        | アフォベ 17分    | レポート | オリーズ 46分 · マテタ 58分 | 競技場: ザ・デン 観客数: 16,646人 主審: アンソニー・テイラー |  |

| 2022年1月8日 | ボレアム・ウッド (5)            | 2 - 0    | AFCウィンブルドン (3) | ボレアム・ウッド                                              |  |
| 15:00        | マーシュ 10分 · クリフトン 86分 | レポート |                       | 競技場: メドウ・パーク 観客数: 3,501人 主審: ジェームズ・ベル |  |

| 2022年1月8日 | ウェスト・ブロムウィッチ・アルビオン (2) | 1 - 2 (延長) | ブライトン&ホーヴ・アルビオン (1) | ウェスト・ブロムウィッチ                                          |  |
| 15:00        | ロビンソン 47分 · キプレ 67分 69分       | レポート     | モデル 81分 · モペイ 98分         | 競技場: ザ・ホーソンズ 観客数: 8,208人 主審: ロバート・ジョーンズ |  |

| 2022年1月8日 | キダーミンスター・ハリアーズ (6)          | 2 - 1    | レディング (2)  | キダーミンスター                                                          |  |
| 15:00        | オースティン 69分 · モーガン＝スミス 82分 | レポート | プスカシュ 45分 | 競技場: アグボロー・スタジアム 観客数: 5,178人 主審: ギャヴィン・ウォード |  |

| 2022年1月8日 | レスター・シティ (1)                                                              | 4 - 1    | ワトフォード (1)      | レスター                                                                   |  |
| 15:00        | ティーレマンス 7分 (pen.) · マディソン 25分 · バーンズ 54分 · オルブライトン 85分 | レポート | ジョアン・ペドロ 27分 | 競技場: キング・パワー・スタジアム 観客数: 25,710人 主審: マイク・ディーン |  |

| 2022年1月8日 | ポート・ヴェイル (4) | 1 - 4    | ブレントフォード (1)                             | バースレム, ストーク＝オン＝トレント                                |  |
| 15:00        | ハラット 69分        | レポート | フォルス 26分 · ムベウモ 65分, 75分, 87分 (pen.) | 競技場: ヴェイル・パーク 観客数: 8,069人 主審: トーマス・ブラモール |  |

| 2022年1月8日 | ウィガン・アスレティック (3)                               | 3 - 2    | ブラックバーン・ローヴァーズ (2) | ウィガン                                                      |  |
| 15:00        | パワー 61分 · ピアース 75分 (o.g.) · アースゴールド 90+4分 | レポート | カドラ 49分 · アジャラ 89分      | 競技場: DWスタジアム 観客数: 9,892人 主審: ティム・ロビンソン |  |

| 2022年1月8日 | ニューカッスル・ユナイテッド (1) | 0 - 1    | ケンブリッジ・ユナイテッド (3) | ニューカッスル・アポン・タイン                                                     |  |
| 15:00        |                                  | レポート | アイアンサイド 56分            | 競技場: セント・ジェームズ・パーク 観客数: 51,395人 主審: マイケル・ソールズベリー |  |

| 2022年1月8日 | バーンズリー (2)                                                         | 5 - 4 (延長) | バロー (4)                                                                      | バーンズリー                                              |  |
| 15:00        | アンデルセン 23分 · ウィリアムズ 42分 · コール 83分 · モリス 88分, 102分 | レポート     | ビードリング 38分 · バンクス 61分 · グレノン 78分 · ジョーンズ 86分 · ケイ 90分 | 競技場: オークウェル 観客数: 4,755人 主審: ロス・ジョイス |  |

| 2022年1月8日 | ピーターバラ・ユナイテッド (2)  | 2 - 1    | ブリストル・ローヴァーズ (4) | ピーターバラ                                                                        |  |
| 15:00        | スモディクス 20分 · ムンバ 63分 | レポート | クーツ 30分 (pen.)           | 競技場: ウェストン・ホームズ・スタジアム 観客数: 4,937人 主審: アンディ・デイヴィス |  |

| 2022年1月8日                                                               | クイーンズ・パーク・レンジャーズ (2) | 1 - 1 (延長) (8-7 PK戦)                                                              | ロザラム・ユナイテッド (3) | シェパーズ・ブッシュ, ロンドン                             |  |
| 15:00                                                                      | ダイクス 115分                       | レポート                                                                             | イヒエクウェ 98分          | 競技場: カイヤン・プリンス・ファウンデーション・スタジアム |  |
|                                                                            |                                      | PK戦                                                                                 |                            |                                                            |  |
| ダイクス ヨハンセン グレイ ドゼル アドマー エイモス バルベ ダン ディッキー |                                      | スミス ラスボーン ハーディング カヨデ オドフィン リンゼイ ボラ イヒエクウェ オグベネ |                            |                                                            |  |

| 2022年1月8日 | スウォンジー・シティ (2)             | 2 - 3 (延長) | サウサンプトン (1)                                                    | スウォンジー                                                      |  |
| 17:30        | ピロー 77分 · ベドナレク 94分 (o.g.) | レポート     | レドモンド 8分 · ヴァレリー 4分 29分 · エルユヌシ 95分 · ロング 102分 | 競技場: リバティ・スタジアム 観客数: 0人 主審: サイモン・フーパー |  |

| 2022年1月8日 | チェルシー (1)                                                                                    | 5 - 1    | チェスターフィールド (5) | フラム, ロンドン                                                             |  |
| 17:30        | ヴェルナー 5分 · ハドソン＝オドイ 18分 · ルカク 20分 · クリステンセン 39分 · ツィエク 55分 (pen.) | レポート | アサンテ 80分            | 競技場: スタンフォード・ブリッジ 観客数: 39,795人 主審: ジャレッド・ジレット |  |

| 2022年1月8日 | ハル・シティ (2)         | 2 - 3 (延長) | エヴァートン (1)                                        | キングストン・アポン・ハル                                      |  |
| 17:30        | スミス · ロングマン 71分 | レポート     | グレイ 21分 · アンドレ・ゴメス 31分 · タウンゼント 99分 | 競技場: MKMスタジアム 観客数: 16,282人 主審: ケヴィン・フレンド |  |

| 2022年1月8日 | バーミンガム・シティ (2) | 0 - 1 (延長) | プリマス・アーガイル (3) | バーミンガム                                                                      |  |
| 17:30        | フレンド 58分 68分       | レポート     | ロー 104分               | 競技場: セント・アンドルーズ・スタジアム 観客数: 9,823人 主審: レベッカ・ウェルチ |  |

| 2022年1月8日 | ヨーヴィル・タウン (5) | 1 - 3    | ボーンマス (2)                | ヨーヴィル                                                              |  |
| 17:45        | クイグリー 48分        | レポート | マルコンデス 19分, 43分, 70分 | 競技場: ハイッシュ・パーク 観客数: 7,818人 主審: ジェレミー・シンプソン |  |

| 2022年1月9日 | ルートン・タウン (2)                                            | 4 - 0    | ハローゲート・タウン (4) | ルートン                                                                  |  |
| 12:30        | アデバヨ 18分 · ジェローム 50分 · ネイスミス 82分 · ベリー 88分 | レポート |                          | 競技場: ケニルワース・ロード 観客数: 4,834人 主審: ジェームズ・リニントン |  |

| 2022年1月9日 | ストーク・シティ (2)          | 2 - 0    | レイトン・オリエント (4) | ストーク＝オン＝トレント                                            |  |
| 14:00        | インス 43分 · キャンベル 89分 | レポート |                          | 競技場: Bet365スタジアム 観客数: 5,269人 主審: サミュエル・バロット |  |

| 2022年1月9日 | リヴァプール (1)                                                     | 4 - 1    | シュルーズベリー・タウン (3) | リヴァプール                                                       |  |
| 14:00        | ゴードン 34分 · ファビーニョ 44分 (pen.), 90+3分 · フィルミーノ 78分 | レポート | ウドゥ 27分                  | 競技場: アンフィールド 観客数: 52,226人 主審: デイヴィッド・コート |  |

| 2022年1月9日 | カーディフ・シティ (2)         | 2 - 1 (延長) | プレストン・ノース・エンド (2) | カーディフ                                                                  |  |
| 14:00        | デイヴィス 42分 · ハリス 116分 | レポート     | ジョンソン 54分 (pen.)         | 競技場: カーディフ・シティ・スタジアム 観客数: 0人 主審: アンディ・ウルマー |  |

| 2022年1月9日 | トッテナム・ホットスパー (1)                          | 3 - 1    | モアカム (3)  | トッテナム, ロンドン                                                                 |  |
| 14:00        | ウィンクス 74分 · ルーカス・モウラ 85分 · ケイン 88分 | レポート | オコナー 33分 | 競技場: トッテナム・ホットスパースタジアム 観客数: 40,310人 主審: ジョン・ブルックス |  |

| 2022年1月9日 | ウルヴァーハンプトン・ワンダラーズ (1) | 3 - 0    | シェフィールド・ユナイテッド (2) | ウルヴァーハンプトン                                                     |  |
| 14:00        | ポデンセ 14分, 80分 · セメド 72分      | レポート |                                  | 競技場: モリニュー・スタジアム 観客数: 27,004人 主審: ポール・ティアニー |  |

| 2022年1月9日 | ウェストハム・ユナイテッド (1)    | 2 - 0    | リーズ・ユナイテッド (1) | ストラトフォード, ロンドン                                                   |  |
| 14:00        | ランシニ 34分 · ボーウェン 90+3分 | レポート |                          | 競技場: ロンドン・スタジアム 観客数: 54,303人 主審: スチュアート・アトウェル |  |

| 2022年1月9日 | チャールトン・アスレティック (3) | 0 - 1    | ノリッジ・シティ (1) | チャールトン, ロンドン                                                   |  |
| 14:00        |                                  | レポート | ラシツァ 79分        | 競技場: ザ・ヴァレイ・スタジアム 観客数: 13,825人 主審: ジョシュ・スミス |  |

| 2022年1月9日 | ノッティンガム・フォレスト (2) | 1 - 0    | アーセナル (1) | ノッティンガム                                                       |  |
| 17:10        | グラバン 83分                  | レポート |                | 競技場: シティ・グラウンド 観客数: 24,938人 主審: クレイグ・ポーソン |  |

| 2022年1月10日 | マンチェスター・ユナイテッド (1) | 1 - 0    | アストン・ヴィラ (1) | マンチェスター                                                               |  |
| 19:55         | マクトミネイ 8分                 | レポート |                      | 競技場: オールド・トラッフォード 観客数: 72,911人 主審: マイケル・オリヴァー |  |

## 4回戦
組み合わせ抽選会は、2022年1月9日に行われた。なお、勝ち残っているクラブで最も低いディビジョンのクラブは、6部に所属するキダーミンスター・ハリアーズ (ナショナルリーグ・ノース)である。
| 2022年2月4日                                                                     | マンチェスター・ユナイテッド (1) | 1 - 1 (延長) (7-8 PK戦)                                                     | ミドルズブラ (2) | マンチェスター                                                               |  |
| 20:00                                                                            | サンチョ 25分                    | レポート                                                                    | クルックス 64分  | 競技場: オールド・トラッフォード 観客数: 71,871人 主審: アンソニー・テイラー |  |
|                                                                                  |                                  | PK戦                                                                        |                  |                                                                              |  |
| マタ マグワイア フレッジ ロナウド B・フェルナンデス マクトミネイ ダロト エランガ |                                  | マクネア パイエロ ハウソン タヴァーニアー バンバ ワトモア フライ ペルティア |                  |                                                                              |  |

| 2022年2月5日 | チェルシー (1)                         | 2 - 1 (延長) | プリマス・アーガイル (3) | フラム, ロンドン                                                           |  |
| 12:30        | アスピリクエタ 41分 · アロンソ 105+1分 | レポート     | ギレスフィー 8分         | 競技場: スタンフォード・ブリッジ 観客数: 39,959人 主審: サイモン・フーパー |  |

| 2022年2月5日 | キダーミンスター・ハリアーズ (6) | 1 - 2 (延長) | ウェストハム・ユナイテッド (1)     | キダーミンスター                                                      |  |
| 12:30        | ペニー 19分                      | レポート     | ライス 90+1分 · ボーウェン 120+1分 | 競技場: アグボロー・スタジアム 観客数: 5,327人 主審: ジョナサン・モス |  |

| 2022年2月5日 | クリスタル・パレス (1)     | 2 - 0    | ハートリプール・ユナイテッド (4) | セルハースト, ロンドン                                                 |  |
| 15:00        | グエイ 4分 · オリーズ 22分 | レポート |                                  | 競技場: セルハースト・パーク 観客数: 22,114人 主審: ピーター・バンクス |  |

| 2022年2月5日 | ハダースフィールド・タウン (2) | 1 - 0    | バーンズリー (2) | ハダースフィールド                                                                 |  |
| 15:00        | ホームズ 19分                  | レポート |                  | 競技場: ジョン・スミスズ・スタジアム 観客数: 16,607人 主審: ジェレミー・シンプソン |  |

| 2022年2月5日 | ピーターバラ・ユナイテッド (2)  | 2 - 0    | クイーンズ・パーク・レンジャーズ (2) | ピーターバラ                                                                         |  |
| 15:00        | ウォード 25分 · ジョーンズ 72分 | レポート |                                      | 競技場: ウェストン・ホームズ・スタジアム 観客数: 10,119人 主審: デイビット・ウェッブ |  |

| 2022年2月5日 | サウサンプトン (1)                                   | 2 - 1 (延長) | コヴェントリー・シティ (2) | サウサンプトン                                                                 |  |
| 15:00        | アームストロング 63分 · ウォーカー＝ピータース 112分 | レポート     | ギェケレシュ 22分          | 競技場: セント・メリーズ・スタジアム 観客数: 30,512人 主審: トニー・ハリントン |  |

| 2022年2月5日 | エヴァートン (1)                                                        | 4 - 1    | ブレントフォード (1) | リヴァプール                                                           |  |
| 15:00        | ミナ 31分 · リシャルリソン 48分 · ホルゲート 62分 · タウンゼント 90+1分 | レポート | トニー 54分 (pen.)   | 競技場: グディソン・パーク 観客数: 37,310人 主審: マイケル・オリヴァー |  |

| 2022年2月5日 | ストーク・シティ (2)        | 2 - 0    | ウィガン・アスレティック (3) | ストーク＝オン＝トレント                                               |  |
| 15:00        | マジャ 14分 · ブラウン 62分 | レポート |                              | 競技場: Bet365スタジアム 観客数: 12,641人 主審: ジェフ・エルトリンガム |  |

| 2022年2月5日 | マンチェスター・シティ (1)                                      | 4 - 1    | フラム (2)         | マンチェスター                                                             |  |
| 15:00        | ギュンドアン 6分 · ストーンズ 13分 · マフレズ 53分 (pen.), 57分 | レポート | カルヴァーリョ 4分 | 競技場: エティハド・スタジアム 観客数: 53,400人 主審: ジャレッド・ジレット |  |

| 2022年2月5日 | ウルヴァーハンプトン・ワンダラーズ (1) | 0 - 1    | ノリッジ・シティ (1) | ウルヴァーハンプトン                                                     |  |
| 15:00        |                                        | レポート | マクリーン 45+1分    | 競技場: モリニュー・スタジアム 観客数: 30,736人 主審: デイビット・クート |  |

| 2022年2月5日 | ケンブリッジ・ユナイテッド (3) | 0 - 3    | ルートン・タウン (2)                                  | ケンブリッジ                                                          |  |
| 17:30        |                                | レポート | バーク 16分 · メンデス・ゴメス 23分 · マスクウェ 88分 | 競技場: アビー・スタジアム 観客数: 7,937人 主審: トーマス・ブラモール |  |

| 2022年2月5日 | トッテナム・ホットスパー (1)           | 3 - 1    | ブライトン&ホーヴ・アルビオン (1) | トッテナム, ロンドン                                                                       |  |
| 20:00        | ケイン 13分, 66分 · マーチ 24分 (o.g.) | レポート | ビスマ 63分                       | 競技場: トッテナム・ホットスパースタジアム 観客数: 54,697人 主審: スチュアート・アトウェル |  |

| 2022年2月6日 | リヴァプール (1)                            | 3 - 1    | カーディフ・シティ (2) | リヴァプール                                                       |  |
| 12:00        | ジョッタ 53分 · 南野 68分 · エリオット 76分 | レポート | コルウィル 80分        | 競技場: アンフィールド 観客数: 51,268人 主審: アンディー・マドリー |  |

| 2022年2月6日 | ノッティンガム・フォレスト (2)                                              | 4 - 1    | レスター・シティ (1) | ノッティンガム                                                       |  |
| 16:00        | ツィンカーナーゲル 23分 · ジョンソン 24分 · ウォーラル 32分 · スペンス 61分 | レポート | イヘアナチョ 40分    | 競技場: シティ・グラウンド 観客数: 28,762人 主審: ポール・ティアニー |  |

| 2022年2月6日 | ボーンマス (2) | 0 - 1    | ボレアム・ウッド (5) | ボーンマス                                                                |  |
| 18:30        |                | レポート | リケッツ 38分        | 競技場: バイタリティ・スタジアム 観客数: 9,548人 主審: グラハム・スコット |  |

## 5回戦
組み合わせ抽選会は、2022年2月6日に行われた。なお、勝ち残っているクラブで最も低いディビジョンのクラブは、5部に所属するボレアム・ウッド (ナショナルリーグ)である。
| 2022年3月1日 | ピーターバラ・ユナイテッド (2) | 0 - 2    | マンチェスター・シティ (1)          | ピーターバラ                                                                         |  |
| 19:15        |                                | レポート | マフレズ 60分 · グリーリッシュ 67分 | 競技場: ウェストン・ホームズ・スタジアム 観客数: 13,405人 主審: アンディー・マドリー |  |

| 2022年3月1日 | クリスタル・パレス (1)            | 2 - 1    | ストーク・シティ (2) | セルハースト, ロンドン                                  |  |
| 19:30        | クヤテ 53分 · リーデヴァルト 82分 | レポート | タイモン 58分        | 競技場: セルハースト・パーク 主審: ロバート・ジョーンズ |  |

| 2022年3月1日 | ミドルズブラ (2) | 1 - 0 (延長) | トッテナム・ホットスパー (1) | ミドルズブラ                                                                   |  |
| 19:55        | コバーン 107分   | レポート     |                              | 競技場: リヴァーサイド・スタジアム 観客数: 31,135人 主審: ダレン・イングランド |  |

| 2022年3月2日 | ルートン・タウン (2)         | 2 - 3    | チェルシー (1)                                | ルートン                                                               |  |
| 19:15        | バーク 2分 · コーニック 40分 | レポート | サウール 27分 · ヴェルナー 68分 · ルカク 78分 | 競技場: ケニルワース・ロード 観客数: 10,140人 主審: ピーター・バンクス |  |

| 2022年3月2日 | サウサンプトン (1)                                           | 3 - 1    | ウェストハム・ユナイテッド (1) | サウサンプトン                                                                 |  |
| 19:30        | ペロー 31分 · ウォード＝プラウズ 69分 (pen.) · ブロヤ 90+5分 | レポート | アントニオ 60分                | 競技場: セント・メリーズ・スタジアム 観客数: 28,383人 主審: アンドレ・マリナー |  |

| 2022年3月2日 | リヴァプール (1) | 2 - 1    | ノリッジ・シティ (1) | リヴァプール                                                           |  |
| 20:15        | 南野 27分, 39分  | レポート | ルップ 76分          | 競技場: アンフィールド 観客数: 52,231人 主審: マーティン・アトキンソン |  |

| 2022年3月3日 | エヴァートン (1)    | 2 - 0    | ボレアム・ウッド (5) | リヴァプール                                                         |  |
| 20:15        | ロンドン 57分, 84分 | レポート |                      | 競技場: グディソン・パーク 観客数: 38,836人 主審: トニー・ハリントン |  |

| 2022年3月7日 | ノッティンガム・フォレスト (2) | 2 - 1    | ハダースフィールド・タウン (2) | ノッティンガム                                                       |  |
| 19:30        | サリッジ 29分 · イェーツ 37分  | レポート | リーズ 13分                    | 競技場: シティ・グラウンド 観客数: 27,417人 主審: グラハム・スコット |  |

## 準々決勝
組み合わせ抽選会は、2022年3月3日に行われた。なお、勝ち残っているクラブで最も低いディビジョンのクラブは、2部に所属するミドルズブラおよびノッティンガム・フォレスト (EFLチャンピオンシップ)である。
| 2022年3月19日 | ミドルズブラ (2) | 0 - 2    | チェルシー (1)              | ミドルズブラ                                                                 |  |
| 17:15         |                  | レポート | ルカク 15分 · ツィエク 31分 | 競技場: リヴァーサイド・スタジアム 観客数: 31,422人 主審: ポール・ティアニー |  |

| 2022年3月20日 | クリスタル・パレス (1)                                | 4 - 0    | エヴァートン (1) | セルハースト, ロンドン                                      |  |
| 12:30         | グエイ 25分 · マテタ 41分 · ザハ 79分 · ヒューズ 87分 | レポート |                  | 競技場: セルハースト・パーク 主審: スチュアート・アトウェル |  |

| 2022年3月20日 | サウサンプトン (1)     | 1 - 4    | マンチェスター・シティ (1)                                                     | サウサンプトン                                                               |  |
| 15:00         | ラポルテ 45+2分 (o.g.) | レポート | スターリング 12分 · デ・ブライネ 62分 (pen.) · フォーデン 75分 · マフレズ 78分 | 競技場: セント・メリーズ・スタジアム 観客数: 29,702人 主審: マイク・ディーン |  |

| 2022年3月20日 | ノッティンガム・フォレスト (2) | 0 - 1    | リヴァプール (1) | ノッティンガム                                                       |  |
| 18:00         |                                | レポート | ジョッタ 78分    | 競技場: シティ・グラウンド 観客数: 28,584人 主審: クレイグ・ポーソン |  |

## 準決勝
組み合わせ抽選会は、2022年3月20日に行われた。
| 2022年4月16日 | マンチェスター・シティ (1)                 | 2-3      | リヴァプール (1)                         | ウェンブリー                                                                 |  |
| 15:30         | グリーリッシュ · ベルナルド・シウバ 90+1分 | レポート | イブラヒマ・コナテ 9分 · マネ 17分, 45分 | 競技場: ウェンブリー・スタジアム 観客数: 73,793人 主審: マイケル・オリヴァー |  |

| 2022年4月17日 | チェルシー (1)                   | 2-0      | クリスタル・パレス (1) | ウェンブリー                                                                 |  |
| 16:30         | ロフタス＝チーク 65分 · マウント | レポート |                        | 競技場: ウェンブリー・スタジアム 観客数: 76,238人 主審: アンソニー・テイラー |  |

## 決勝
| 2022年5月14日 17:15 BST |

| チェルシー (1)                                                                                   | 0 - 0 (延長) | リヴァプール (1)                                                                   |
|                                                                                                  | レポート     |                                                                                    |
|                                                                                                  | PK戦         |                                                                                    |
| マルコス・アロンソ セサル・アスピリクエタ ジェームス バークリー ジョルジーニョ ツィエク マウント | 5 - 6        | ミルナー ディアゴ フィルミーノ アレクサンダー＝アーノルド マネ ジョッタ ツィミカス |

| ウェンブリー・スタジアム, ウェンブリー 観客数: 84,897人 主審: クレイグ・ポーソン |